# 1997 у Миколаєві
| Роки в Миколаєві ← • 1901 • 1902 • 1903 • 1904 • 1905 • 1906 • 1907 • 1908 • 1909 • 1910 • 1911 • 1912 • 1913 • 1914 • 1915 • 1916 • 1917 • 1918 • 1919 • 1920 • 1921 • 1922 • 1923 • 1924 • 1925 • 1926 • 1927 • 1928 • 1929 • 1930 • 1931 • 1932 • 1933 • 1934 • 1935 • 1936 • 1937 • 1938 • 1939 • 1940 • 1941 • 1942 • 1943 • 1944 • 1945 • 1946 • 1947 • 1948 • 1949 • 1950 • 1951 • 1952 • 1953 • 1954 • 1955 • 1956 • 1957 • 1958 • 1959 • 1960 • 1961 • 1962 • 1963 • 1964 • 1965 • 1966 • 1967 • 1968 • 1969 • 1970 • 1971 • 1972 • 1973 • 1974 • 1975 • 1976 • 1977 • 1978 • 1979 • 1980 • 1981 • 1982 • 1983 • 1984 • 1985 • 1986 • 1987 • 1988 • 1989 • 1990 • 1991 • 1992 • 1993 • 1994 • 1995 • 1996 • 1997 • 1998 • 1999 • 2000 • → |

1997 у Миколаєві — список важливих подій, що відбулись у 1997 році в Миколаєві. Також подано перелік відомих осіб, пов'язаних з містом, що народились або померли цього року, отримали почесні звання від міста.

## Події
- Органами місцевої влади підтримано проєкт комплексної програми підтримки розбудови обласного телеканалу «Миколаїв», що забезпечило подальший розвиток регіонального державного телеканалу.
- Школу-ліцей № 38 реорганізовано в колегіум, наразі Миколаївський муніципальний колегіум імені В. Д. Чайки — працює у складі Миколаївського національно-культурного комплексу Чорноморського державного університету ім. П. Могили.
- 1 серпня до складу Військово-Морських Сил України увійшов великий протичовновий корабель «Безукоризненний», де отримав назву «Миколаїв» на честь міста корабелів і бортовий номер U133[1].

### Засновані
- Оріон-Авто — автотранспортна компанія, що здійснює міжміські та міжнародні пасажирські автоперевезення.

## Особи

### Очільники
- Міський голова — Олександр Бердніков.

### Почесні громадяни
- Холявко Володимир Андрійович — академік Академії інженерних наук України. Працював генеральним директором ВО «Зоря».

### Городянин рокуі «Людина року»
- Бажов Валерій Аркадійович.
- Бердник Віталій Іванович.
- Ігнатьєв Олег Григорович.
- Карнаух Валерій Анатолійович.
- Клименко Леонід Павлович.
- Нагорний Микола Олександрович.
- Январьов Еміль Ізраїльович.
- Номінація «Людина року» — Бажов Валерій Аркадійович.

### Народились
- Барський Владислав Валерійович (нар. 17 липня 1997, Миколаїв, Україна) — український футболіст, захисник.
- Вітенко Євгеній Ігорович (нар. 19 лютого 1997) — український футболіст, нападник клубу МФК «Миколаїв».
- Гришак Ірина Віталіївна (нар. 30 вересня 1997, Миколаїв) — українська кіноакторка.
- Вітенчук Вадим В'ячеславович (нар. 13 січня 1997) — український футболіст, опорний півзахисник МФК «Миколаїв».
- Соколов Олександр Юрійович (нар. 6 грудня 1997) — український легкоатлет, який спеціалізується в бігу на короткі дистанції, багаторазовий чемпіон та призер національних першостей у спринтерських дисциплінах.

### Померли
- Заболотний Юрій Леонідович (2 жовтня 1939, Одеса — 4 квітня 1997, Одеса) — український футболіст і тренер, Заслужений тренер УРСР; Заслужений тренер України. Зіграв 79 матчів за миколаївський Суднобудівник, забив 3 голи.
- Кульчицький Костянтин Іванович (9 липня 1922, Миколаїв — 18 листопада 1997, Київ) — український науковець, лікар-морфолог, педагог, академік, засновник Національної академії педагогічних наук України, топографоанатом, доктор медичних наук, професор, Заслужений діяч науки і техніки УРСР, лауреат Державної премії України.
- Глубоченко Григорій Іванович (13 жовтня 1915, Миколаїв — 4 жовтня 1997, Романківці) — український лікар, кавалер ордена Леніна.
- Ставниченко Григорій Іларіонович (26 лютого 1917, Покровка — 29 березня 1997, Миколаїв) — радянський військовик, у роки Другої світової війни — старшина кулеметної роти 3-го стрілецького батальйону 216-го гвардійського стрілецького полку 79-ї гвардійської стрілецької дивізії, гвардії старшина. Повний кавалер ордена Слави.